# 聖十字學院

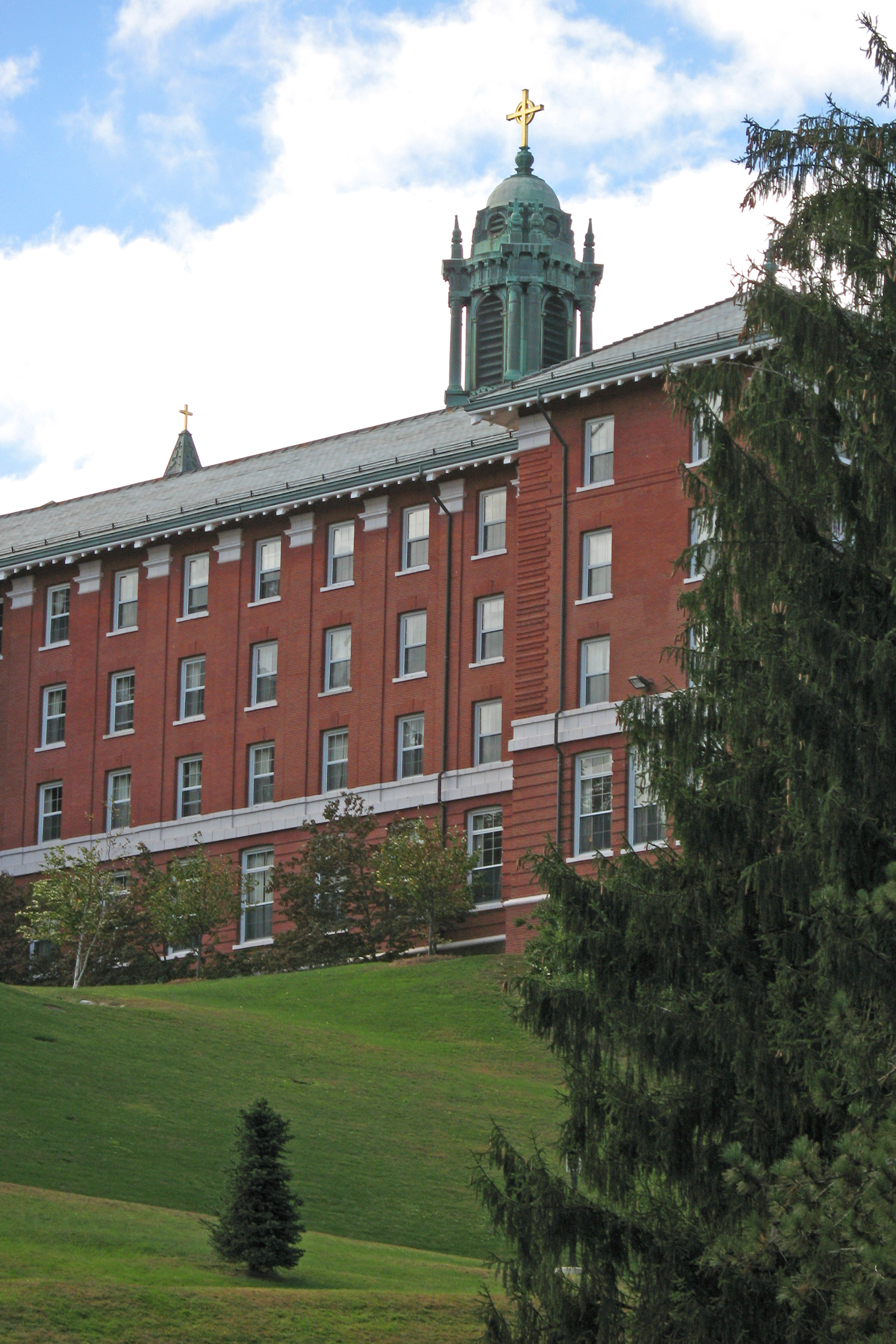
校友堂（Alumni Hall）

圣十字學院（英語：College of the Holy Cross，簡稱：Holy Cross）是位於美国麻薩諸塞州伍斯特的一所私立文理學院，隸屬於耶穌會，成立於1843年，是新英格蘭最古老的耶穌會學院，2015年《美國新聞與世界報道》在“全國文理學院”排名中將其列在第32位。

## 歷史
圣十字學院由波士頓第二任主教本尼迪克特·约瑟夫·芬威克成立，   他之前就曾在波士頓創建了一所天主教學院，但因為與合作者關係惡化，他離開了那所學院而改在波士頓以西成立圣十字學院。學院原址是一所天主教寄宿學校，由詹姆斯·費頓（James Fitton）等人成立於1832年。1843年2月2日費頓將學校賣給主教，而主教則以圣十字大教堂為其命名。同年10月學校開學，由喬治城大學的前任校長托马斯·穆勒迪擔任首任校長。 第二次世界大戰期間，圣十字學院是美國參加V-12海軍學院訓練計劃的131所學院之一。

## 外部連結
- 官方網站 （页面存档备份，存于）
- 官方體育網站 （页面存档备份，存于）